# Władysław Mikołaj Kossakowski
Władysław Mikołaj (Mikołaj Władysław) Kossakowski herbu Ślepowron (zm. w 1706 roku) – kasztelan kijowski w 1697 roku, cześnik lwowski w latach 1677-1697, miecznik żydaczowski w latach 1672-1677, sędzia kapturowy ziemi lwowskiej w 1673 i w 1696 roku, towarzysz roty pancernej krajczego koronnego.
Syn Mikołaja Kazimierza i Zofii Czuryłówny.
Poseł sejmiku podolskiego na sejm 1683 roku, sejm zwyczajny 1688 roku.